# 의사 초신성

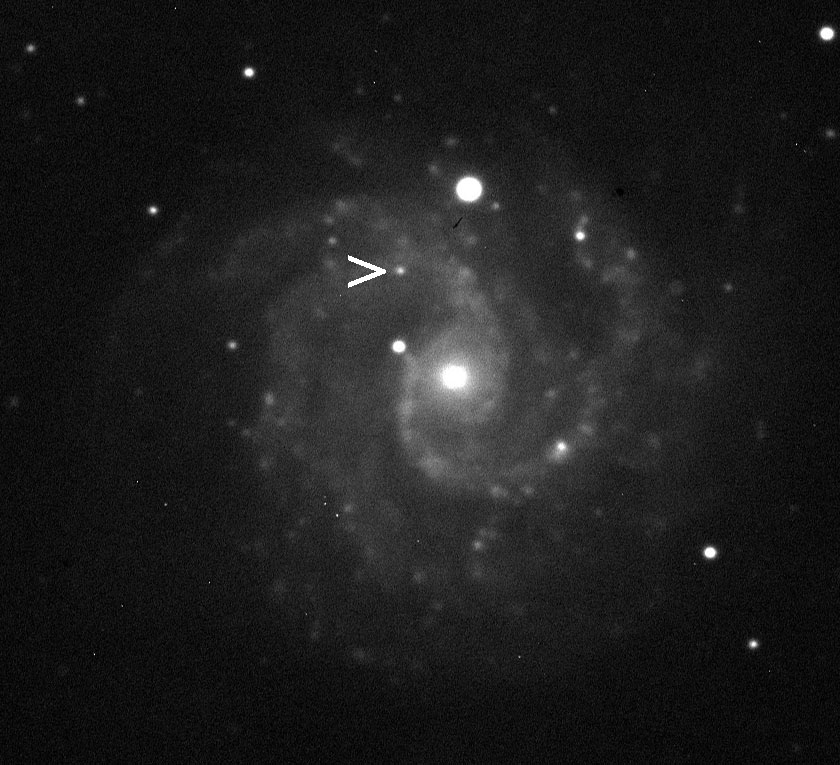
NGC 3184에서 일어난 의사 초신성.

의사 초신성(擬似 超新星, Supernova impostor)은 초신성처럼 보이지만, 항성을 파괴하지는 않는 폭발 현상으로, 극도로 강력한 신성의 한 부류로 생각된다. 용골자리 에타와 유사한 밝은 청색 변광성(LBV)의 거대한 폭발 현상인 V형 초신성이라고도 한다.

## 분광형
의사 초신성은 IIn 분광형의 매우 희미한 초신성으로 나타난다. 스펙트럼에서는 수소가 보이며, 좁은 스펙트럼 선이 상대적으로 느린 가스의 속도를 알려준다.

## 절대 등급
이 의사 초신성은 과(過)폭발 상태로 인한 전형적인 절대 등급(-11~-14등급)을 넘어선다. 이 폭발의 “방아쇠 장치”는 설명되지 않은 채로 남았음에도 불구하고, 에딩턴 한계에 위배되는 급격한 질량 감소가 시작된다고 설명된다. 만약 용골자리 η와 같이 방출된 에너지와 운동 에너지의 비율이 거의 일치한다면, 손실된 질량이 태양질량의 0.16배일 것이라고 예상된다.

## 예시
의사 초신성일 가능성이 있는 천체는 선조 별의 존재를 발견했다고 주장되는 1843년 폭발한 용골자리 η, 백조자리 P, SN 1961V, SN 1954J, SN 1997bs 그리고 NGC 6946의 SN 2008S가 있다.
2004년 10월 20일 UGC 4904 안의 의사 초신성이 일본 아마추어 천문가, 고이치 이타가키에 의해 발견 되었다. 이 밝은 청색 변광성은 스스로 커져서 2년 후인, 2006년 10월 11일 초신성 SN 2006jc으로 진화했다.